# Hyposidra infusata
Hyposidra infusata là một loài bướm đêm trong họ Geometridae.